# Partito Popolare Croato - Liberal Democratici
Il Partito Popolare Croato - Liberal Democratici (in croato: Hrvatska narodna stranka - liberalni demokrati; HNS-LD o HNS) è un partito politico croato di orientamento centrista e liberal-democratico; fondato nel 1990 col nome di Partito Popolare Croato, ha assunto l'anzidetta denominazione nel 2005, quando vi è confluito il Partito dei Liberal Democratici.
HNS-LD è membro dell'Internazionale Liberale e dell'ALDE.

## Storia
Il partito si è affermato subito dopo la fine del regime comunista, che aveva governato la Jugoslavia dal 1945. Alle politiche dello stesso anno, HNS prese parte alla coalizione centrista "Coalizione dell'Accordo Popolare" (Koalicija narodnog sporazuma, KNS), che comprendeva anche il Partito Social-Liberale Croato (HSLS), liberali; il Partito Democratico Croato ed il Partito Democratico Cristiano Croato (confluiti poi nell'Unione Democratica Cristiana Croata), cristiano-conservatori; i Social Democratici di Croazia (poi confluiti nel Partito Socialdemocratico di Croazia, SDP), socialdemocratici moderati. Il KNS ottenne il 15,3% dei voti ed appena 3 deputati. KNS si trovò, infatti, schiacciato tra gli ex-comunisti di SDP ed i nazionalisti radicali dell'HDZ.
In occasione delle elezioni parlamentari del 1992, HNS si presentò da solo ed elesse 6 deputati, pur avendo ottenuto il 6,7% dei voti, la metà di quanto ottenuto da KNS; alle parlamentari del 1995 il partito non ottenne alcuna rappresentanza.
Alle parlamentari del 2000 i popolari si presentarono in coalizione con il Partito Rurale Croato (HSS), agrari moderati; il Partito Liberale (LS), centristi; Dieta Democratica Istriana (IDS), autonomisti. La Lista Unitaria ottenne il 15,6% dei voti e 25 seggi, due dei quali andarono a HNS. Dal 1990 al 2000, i popolari risultarono sempre all'opposizione di governi guidata dall'HDZ.
Alle parlamentari del 2003, HNS si presentò in coalizione con due partiti autonomisti: il Partito della Slavonia-Baranja Croata ed il Partito della Primorje - Gorski Kotar. La Lista unitaria ottenne l'8% dei voti e 11 seggi, di cui 10 andarono ai popolari.
Alle parlamentari del 2007 HNS-LD ha ottenuto il 6,7% e 7 seggi, dimezzando il proprio numero di deputati. HNS-LD è rimasto all'opposizione di un governo composto da HDZ, HSS, HSLS, HSU.
In occasione delle parlamentari del 2011, è entrato a far parte della Coalizione Kukuriku ottenendo 14 seggi e 4 ministri nel governo del socialdemocratico Zoran Milanović.
Nel giugno 2017, dopo che la maggioranza del partito aveva formato la coalizione di governo con l'Unione Democratica Croata (HDZ) (Governo Plenković), quattro deputati nel Parlamento croato hanno lasciato l'HNS e con altri opponenti della coalizione conservatore-liberale (includendo un europarlamentare) hanno formato un nuovo partito di ispirazione progressista e socioliberale: l'Alleanza Civica Liberale (GLAS, sigla che in croato significa "voce").

## Parlamentari

### Deputati
II legislatura (1992-1995)
1. Srećko Bijelić
2. Savka Dabčević-Kučar
3. Krešimir Džeba
4. Slavko Meštrović
5. Mirko Tankosić
6. Ivica Vrkić

III legislatura (1995-2000)
1. Radimir Čačić
2. Srećko Bijelić

IV legislatura (2000-2003)
1. Vesna Pusić
2. Darko Šantić

V legislatura (2003-2008)
1. Radimir Čačić
2. Srećko Ferenčak
3. Alenka Košiša Čičin-Šain
4. Dragutin Lesar
5. Vesna Pusić
6. Željko Kurtov - Eletto in sostituzione di Ivica Maštruko
7. Branko Vojnović - Eletto in sostituzione di Jakša Marasović
8. Miljenko Dorić
9. Darko Šantić
10. Antun Kapraljević

VI legislatura (2008-2011)
1. Goran Beus Richembergh
2. Miljenko Dorić
3. Zlatko Horvat - Eletto in sostituzione di Radimir Čačić; dal 2009 è indipendente
4. Danica Hursa
5. Zlatko Koračević
6. Dragutin Lesar - Dal 2008 è indipendente; nel 2010 aderisce a Laburisti Croati - Partito del Lavoro
7. Vesna Pusić

VII legislatura (2011-2015)
1. Petar Baranović - Nel 2014 aderisce al Partito Popolare - Riformisti (NS-R)
2. Milorad Batinić
3. Goran Beus Richembergh
4. Boris Blažeković
5. Srđan Gjurković
6. Dragutin Glavina
7. Igor Kolman
8. Sonja König
9. Ivica Mandić
10. Natalija Martinčević - Nel 2014 aderisce a NS-R
11. Jozo Radoš - In data 01.07.2014 gli subentra Vesna Sabolić, che, in data 06.03.2015, aderisce a NS-R
12. Anđelko Topolovec - In data 08.03.2012 gli subentra Marijan Škvarić
13. Nada Turina-Đurić
14. Vladimir Bilek - Eletto nella circoscrizione delle minoranze nazionali

VIII legislatura (2015-2016)
1. Milorad Batinić
2. Goran Beus Richembergh
3. Štefanija Damjanović
4. Igor Kolman - Eletto in sostituzione di Vesna Pusić (HNS), che gli subentra il 30.01.2016
5. Božica Makar
6. Marija Puh
7. Melita Samoborec - Eletta in sostituzione di Anka Mrak-Taritaš (HNS), che le subentra il 30.01.2016
8. Nada Turina-Đurić
9. Ivan Vrdoljak - Entra in carica il 30.01.2016, subentrando a Marijana Živko (SDP)

IX legislatura (2016-2020)
1. Milorad Batinić
2. Božica Makar - Eletta in sostituzione di Predrag Štromar
3. Bernarda Topolko - Eletta in sostituzione di Matija Posavec
4. Goran Beus Richembergh - Poi GLAS
5. Anka Mrak-Taritaš - Poi GLAS
6. Marija Puh - Poi BM 365
7. Vesna Pusić - Poi GLAS
8. Nada Turina-Đurić - Poi GLAS
9. Ivan Vrdoljak - Il 09.06.2017 gli subentra Stjepan Čuraj

Il partito costituisce un gruppo unitario col Partito Croato dei Pensionati, rappresentato da Silvano Hrelja; al gruppo aderisce anche Veljko Kajtazi (SRRHKS).

### Europarlamentari
- Jozo Radoš (VIII) - Dal 2017 GLAS

## Risultati
| Elezione          | Elezione              | Voti    | %     | Seggi    |
| ----------------- | --------------------- | ------- | ----- | -------- |
| Parlamentari 1992 | Parlamentari 1992     | 176.214 | 6,70  | 6 / 138  |
| Parlamentari 1995 | Con HSS-IDS-HKDU-SBHS | 441.390 | 18,26 | 2 / 127  |
| Parlamentari 2000 | Con HSS-LS-ASH-IDS    | 432.527 | 14,92 | 2 / 151  |
| Parlamentari 2003 | Con PGS--SBHS         | 198.781 | 8,02  | 10 / 152 |
| Parlamentari 2007 | Parlamentari 2007     | 168.440 | 6,79  | 7 / 153  |
| Parlamentari 2011 | Coalizione Kukuriku   | 958.318 | 40,72 | 14 / 151 |
| Europee 2013      | Con SDP - HSU         | 237.778 | 32,07 | 0 / 12   |
| Europee 2014      | Coalizione Kukuriku   | 275.904 | 29,93 | 1 / 11   |
| Parlamentari 2015 | Croazia in Crescita   | 742.909 | 33,38 | 9 / 151  |
| Parlamentari 2016 | Coalizione Popolare   | 636.602 | 33,45 | 9 / 151  |
| Europee 2019      | Europee 2019          | 27.958  | 2,60  | 0 / 11   |